# Johann Strauss jr.
Johann Baptist Strauss jr. of ook wel Johann Strauss II (Wenen, 25 oktober 1825 – aldaar, 3 juni 1899) was een Oostenrijks violist en componist van vele walsen en operettes. Hij is onder andere bekend van de wals An der schönen blauen Donau en de operette Die Fledermaus.

## Levensloop
Zijn vader, de componist Johann Strauss sr. (met als beroemdste werk de Radetzkymars), wilde niet dat hij musicus zou worden. Hij studeerde als kind stiekem viool, onder anderen bij de grootste 'rivaal' van zijn vader, Joseph Lanner. Hij heeft ook les gevolgd bij de Weense professor in compositieleer Joseph Drechsler, die bekend is geworden door zijn theaterlied Brüderlein fein. Johann Strauss jr. kon zich pas echt gaan toeleggen op een carrière als componist, toen Johann sr. in 1842 de familie verliet.
Johann jr. (door zijn familie doorgaans "Schani" genoemd) kwam uit een muzikale familie. Zijn vader Johann Strauss sr. en broers Josef en Eduard waren eveneens componisten, maar Johann jr. is met afstand de bekendste.
Dit wekte een niet geringe jaloezie op bij zijn beide broers, met name bij Eduard. Maar objectief muzikaal gezien stak "Schani" met kop en schouders boven het niveau van zijn broers uit. De composities van Josef en Eduard zijn weliswaar verdienstelijk te noemen, maar missen de geniale en verrassende wendingen van de composities van Johann jr.
Gedurende zijn leven was hij al bekend als de walskoning en de populariteit van de Weense wals is voor een belangrijk deel aan hem te danken. De Weense wals werd in de tijd waarin Johann Strauss jr. leefde voornamelijk in danszalen gespeeld. Het is uitsluitend aan Johann Strauss jr. te danken dat de Weense wals van het niveau van de danszaal naar het concertpodium getild werd.
Hij streefde zijn vader als componist snel voorbij en beleefde successen op tournees door Oostenrijk, Polen, Duitsland, Rusland, het Verenigd Koninkrijk, Frankrijk en Italië.
Hij werd gewaardeerd door prominente componisten uit zijn tijd, onder wie Johannes Brahms, een persoonlijke vriend.
Johann Strauss jr. stierf op 73-jarige leeftijd aan een longontsteking. In Wenen zijn er twee musea die aandacht aan zijn werk en leven besteden, namelijk het Museum der Johann Strauss Dynastie en de Johann Strauss Wohnung. Verder staat er in het Stadspark nog het Johann Strauss-monument.

## Composities (onvolledig)

### Werken voor orkest
- 1844: Sinngedichte, wals, Op. 1
- 1844: Debut-Quadrille, Op. 2
- 1844: Herzenslust, Polka, Op. 3
- 1844: Gunstwerber, wals, Op. 4
- 1845: Patrioten, mars, Op. 8
- 1845: Amazonen-Polka, Op. 9
- 1846: Jugend‑Träume, wals, Op. 12
- 1846: Serben-Quadrille, Op. 14
- 1846: Sträußchen, wals, Op. 15
- 1846: Jux-Polka, Op. 17
- 1846: Berglieder, wals, Op. 18
- 1846: Dämonen-Quadrille, Op. 19
- 1846: Austria, mars, Op. 20
- 1846: Lind-Gesänge, wals, Op. 21
- 1846: Pesther Csárdás, Op. 23
- 1846: Zigeuner-Quadrille, Op. 24
- 1846: Zeitgeister, wals, Op. 25
- 1846: Hopser-Polka, Op. 28
- 1846: Die Belagerung von Rochelle, Quadrille, Op. 31
- 1847: Slaven-Potpourri, Op. 39
- 1847: Serbischer Marsch, WoO
- 1847: Sängerfahrten, wals, Op. 41
- 1847: Explosions-Polka, Op. 43
- 1847: Fest, mars, Op. 49
- 1848: Revolutions-Marsch, Op. 54 - oorspronkelijk getiteld: Siegesmarsch der Revolution
- 1848: Studenten-Marsch, Op. 56
- 1848: Brünner Nationalgarde-Marsch, Op. 58
- 1849: Einheits‑Klänge, wals, Op. 62
- 1849: Kaiser Franz Josef Marsch, Op. 67
- 1849-1850: Triumph Marsch, Op. 69
- 1850: Die Gemüthlichen, wals, Op. 70
- 1850: Frohsinns-Spenden, wals, Op. 73
- 1850: Lava‑Ströme, wals, Op. 74
- 1850: Wiener Garnison Marsch, Op. 77
- 1850: Heiligenstädter-Rendezvous Polka, Op. 78
- 1850: Johannis‑Käferln, Op. 82
- 1850: Ottinger Reitermarsch, Op. 83
- 1850: Hirten-Spiele, wals, Op. 89
- 1851: Kaiser-Jäger-Marsch, Op. 93
- 1851: Rhadamantus‑Klänge, wals, Op. 94
- 1851: Viribus Unitis, Op. 96
- 1851: Vöslauer-Polka, Op. 100
- 1851: Mephistos Höllenrufe, wals, Op. 101
- 1851: Albion Polka, Op. 102 (opgedragen aan Albert van Saksen-Coburg en Gotha)
- 1852: Harmonie-Polka, Op. 106
- 1852: Großfürsten-Marsch, Op. 107
- 1852: Tete a Tete, Quadrille, Op. 109
- 1852: Elektromagnetische Polka, Op. 110
- 1852: Blumenfest-Polka, Op. 111
- 1852: Melodien-Quadrille, nach Motiven aus Opern von Giuseppe Verdi, Op. 112
- 1852: Sachsen-Kurkaiser-Marsch (Sachsen-Kürassier-Marsch), Op. 113
- 1852: Liebeslieder", wals, Op. 114
- 1852: Wiener Jubelgruß Marsch, Op. 115
- 1852: Annen-Polka, Op. 117 (opgedragen aan Maria Anna van Sardinië keizerin van Oostenrijk)
- 1852-1853: Santanella-Polka, Op. 124
- 1852-1853: Phönix-Schwingen, wals, Op. 125
- 1853: Kaiser-Franz-Josef I Rettungs-Jubel-Marsch, Op. 126
- 1853: Freudengruß-Polka, Op. 127
- 1853: Aesculap-Polka, Op. 130
- 1853: Wiener Punch-lieder, wals, Op. 131
- 1853: Caroussel Marsch, Op. 133
- 1853: Kron-Marsch, Op. 139
- 1854: La Viennoise, Polka mazur, Op. 144
- 1854: Musen-Polka, Op. 147
- 1854: Erzherzog Wilhelm Genesungs Marsch, Op. 149
- 1854: Elisen Polka francaise, Op. 151
- 1854: Myrthen-Kränze (ook: Elisabethsklänge), wals, Op. 154
- 1854: Napoleon-Marsch, Op. 156
- 1854: Nachtfalter, wals, Op. 157
- 1854: Alliance-Marsch, Op. 158
- 1854: Schnellpost-Polka, Op. 159
- 1855: Souvenir-Polka, Op. 162
- 1856: Grossfürstin Alexandra-Walzer, Op. 181
- 1856: Krönungsmarsch, Op. 183
- 1856: Krönungslieder, wals, Op. 184
- 1857: Alexandrinen, Polka-française, Op. 198
- 1858: L'enfantillage (Zepperlpolka), Polka francaise, Op. 202
- 1858: Champagner-Polka, Op. 211
- 1858: Fürst Bariatinsky Marsch, Op. 212
- 1858: Tritsch-Tratsch, Polka schnell, Op. 214
- 1859: Auroraball-Polka, Op. 219
- 1859: Reiseabenteuer, wals, Op. 227
- 1860: Sentenzen, wals, Op. 233
- 1860: Accelerationen, wals, Op. 234
- 1861: Hesperus-Polka, Op. 249
- 1861: Perpetuum mobile, Musikalischer Scherz, Op. 257
- 1861: Furioso Polka, Quasi Galopp, Op. 260
- 1862: Motoren, wals, Op. 265
- 1862: Wiener Chronik, wals, Op. 268
- 1862: Demolierer-Polka, Op. 269
- 1862: Morgenblätter, wals, Op. 279
- 1863: Leitartikel, wals, Op. 273
- 1863: Bauern-Polka, Polka française, Op. 276
- 1864: Vergnügungszug, Polka schnell, Op. 281
- 1864: Deutscher Krieger-Marsch, Op. 284
- 1864: Persischer Marsch, Op. 289 - oorspronkelijk getiteld: Persischer Armee-Marsch
- 1864: Quadrille sur des airs français, Op. 290[1] (oorspronkelijke titel: Blondin-Quadrille, benoemd naar de Franse koorddanser Charles Blondin (1824-1897))
- 1865: "'s Gibt nur a Kaiserstadt, 's gibt nur ein Wien", Polka schnell, Op. 291
- 1865: Aus den Bergen, wals, Op. 292
- 1866: Flugschriften, wals, Op. 300
- 1866: Wiener Bonbons, wals, Op. 307
- 1866: Par Force!, Polka schnell, Op. 308
- 1867: An der schönen, blauen Donau, wals, Op. 314
- 1867: Künstlerleben, wals, Op. 316
- 1867: Postillon d'amour, Polka-française, Op. 317
- 1867: Leichtes Blut, Polka schnell, Op. 319
- 1867: Figaro-Polka, Polka française, Op. 320
- 1868: Stadt und Land, Polka, Op. 322
- 1868: Ein Herz und ein Sinn, Polka muzarka, Op. 323
- 1868: Unter Donner und Blitz, Polka schnell, Op. 324 (oorspronkelijke titel: Sternschnuppe)
- 1868: Geschichten aus dem Wienerwald, wals, Op. 325
- 1868: Freikugeln, Polka schnell, Op. 326
- 1868: Sängerslust, Polka, Op. 328
- 1869: Pizzicato Polka (samen met: Josef Strauss)
- 1869: Eljen a Magyar!, Ungarische Polka schnell, Op. 332
- 1869: Wein, Weib und Gesang!, wals, Op. 333
- 1869: Ägyptischer Marsch, Op. 335 - soms ook als Tscherkessen Marsch getiteld
- 1869: Im Krapfenwaldl, Polka française, Op. 336
- 1869: Von der Börse, Polka française, Op. 337
- 1870: Freuet euch des Lebens, wals, Op. 340
- 1870: Neu‑Wien, wals, Op. 342
- 1871: Indigo-Quadrille, Op. 344
- 1871: Tausend und eine Nacht, wals, Op. 346
- 1871: Indigo-Marsch, Op. 349
- 1871: Die Bajadere, Op. 351
- 1872: Russische Marsch-Fantasie, Op. 353
- 1873: Wiener Blut, wals, Op. 354
- 1873: Carnevalsbilder, wals, Op. 357
- 1873: Gruß aus Österreich, Polka mazur, op. 359
- 1873: Bei uns z'Haus, Op. 361
- 1874: Fledermaus-Polka, Op. 362
- 1874: Fledermaus-Quadrille, Op. 363
- 1874: Wo die Zitronen blühn, Op. 364
- 1874: Tik Tak, Polka schnell, Op. 365
- 1874: An der Moldau, Polka francaise, Op. 366
- 1874: Du und Du, Op. 367
- 1875: Cagliostro-Walzer, Op. 370
- 1875: Hoch Österreich, Op. 371
- 1875: Bitte schön!, Op. 372
- 1875: Auf der Jagd, Op. 373
- 1875: O schöner Mai!, Op. 375
- 1875: Banditen-Galopp, Op. 378
- 1878-1879: Kennst du mich?, wals, Op. 381
- 1879: Pariser Polka, Op. 382
- 1880: Rosen aus dem Süden, wals, Op. 388
- 1881: Stürmisch in Lieb' und Tanz, Polka schnell, Op. 393
- 1881: Jubelfest Marsch, Op. 396
- 1881: Der Lustige Krieg Marsch, Op. 397
- 1881: Frisch ins Feld!, mars, Op. 398
- 1881: Kuß-Walzer, Op. 400
- 1881: Entweder - oder!, Polka schnell, Op. 403
- 1881: Matador Marsch, Op. 406
- 1881: Italienischer Walzer, Op. 407
- 1882: Habsburg Hoch!, mars, Op. 408
- 1883: Frühlingsstimmen, wals, Op. 410
- 1883: Lagunen-Walzer, Op. 411
- 1885: Einzugsmarsch aus der Operette "Zigeunerbaron", WoO
- 1885: Schatz-Walzer, Op. 418
- 1886: Russischer Marsch, Op. 426
- 1887: Freiwillige vor, WoO - opgedragen aan "Wiener Freiwillige Rettungsgesellschaft"
- 1887: Donauweibchen, wals, op. 427
- 1887-1888: Reitermarsch, Op. 428
- 1888: Soldatenspiel, Polka francaise, Op. 430
- 1888: Spanischer Marsch, Op. 433
- 1888: Kaiser-Jubiläum-Jubelwalzer, Op. 434
- 1888: Kaiser-Walzer Op. 437
- 1890: Rathausball-Tänze, wals, Op. 438
- 1891: Ritter Pasmann, Csárdás, Op. 441
- 1892: Seid umschlungen Millionen, wals, Op. 443
- 1892: Märchen aus dem Orient, wals, Op. 444
- 1893: Ninetta-Marsch, Op. 447
- 1893: Festmarsch, Op. 453 - gecomponeerd ter gelegenheid van het huwelijk van prins Ferdinand I van Bulgarije met prinses Maria Louisa van Bourbon-Parma op 20 april 1893
- 1894: Zivio! Marsch, Op. 456
- 1896: Neue Pizzicato-Polka, Op. 449
- 1896: Gartenlaube-Walzer, Op. 461
- 1896: Trau, schau, wem!, Op. 463
- 1896: Es war so wunderschön, mars, Op. 467
- 1896: Deutschmeister Jubiläums-Marsch, Op. 470 - gecomponeerd ter gelegenheid van het 200-jarig jubileum van het Hoch- und Deutschmeister Infanterie Regiment Nr. 4 in Wenen
- 1897: Wo uns're Fahne weht, mars, Op. 473
- 1898: Aufs Korn! Bundesschützen-Marsch, Op. 478
- 1898: Klänge aus der Raimundzeit, Quodlibet aus Gesängen und Tänzen über Themen von Joseph Drechsler, Conradin Kreutzer, Joseph Lanner, Wenzel Müller en Johann Strauss sr, Op. 479
- Vaterländischer Marsch (samen met: Josef Strauss)

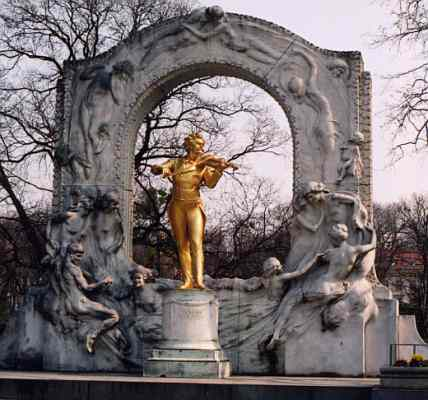
Beeld van Strauss in Wenen. Foto 2003.

### Werken voor harmonieorkest
- An der Elbe, wals, op. 477[2]

### Muziektheater

#### Opera
| Voltooid in | Titel                  | Akten       | Première                       | Libretto                                                  |
| ----------- | ---------------------- | ----------- | ------------------------------ | --------------------------------------------------------- |
| 1891        | Ritter Pásmán, Op. 441 | 3 bedrijven | 1 januari 1892, Wenen, Hofoper | Ludwig Dóczi naar de ballade Pázmán lovag van János Arany |

#### Ballet
| Voltooid in | Titel                      | Akten       | Première | Libretto               | Choreografie |
| ----------- | -------------------------- | ----------- | --- | ---------------------- | ------------ |
| 1899        | Aschenbrödel (Assepoester) | 3 bedrijven | (alleen een fragment - première van de van Josef Bayer voltooide versie op 3 mei 1901, Berlijn, koninklijk operahuis | Hermann Heinrich Regel | Emil Graeb   |

#### Operettes
| Voltooid in                      | Titel                                                                            | Akten                 | Première                                                                                  | Libretto |
| -------------------------------- | -------------------------------------------------------------------------------- | --------------------- | ----------------------------------------------------------------------------------------- | --- |
| 1868                             | Die lustigen Weiber von Wien                                                     |                       | niet uitgevoerd                                                                           | Joseph Braun |
| 1871; 1e rev. 1875; 2e rev. 1877 | Indigo und die vierzig Räuber; 1e rev.: La Reine Indigo; 2e rev.: Königin Indigo | 3 bedrijven           | 10 februari 1871, Wenen, Theater an der Wien; 1e rev.: 1875, Parijs; 2e rev.: 1877, Wenen | Maximilian Steiner |
| 1873                             | Karneval in Rom                                                                  | 3 bedrijven           | 1 maart 1873, Wenen, Theater an der Wien                                                  | Joseph Braun naar de komedie "Piccolino" van Victorien Sardou, Richard Genée                                                                      |
| 1874, rev. 1877                  | Die Fledermaus; rev. versie als: La Tzigane                                      | 3 bedrijven           | 4 april 1874, Wenen, Theater an der Wien; rev. versie: 1877, Parijs                       | Richard Genée naar Karl Haffners bewerking van de Franse vaudeville Le Réveillon van Henri Meilhac en Ludovic Halévy                              |
| 1875                             | Cagliostro in Wien                                                               |                       | 27 februari 1875, Wenen, Theater an der Wien                                              | F. Zell, Richard Genée |
| 1876                             | Prinz Methusalem                                                                 |                       | 3 januari 1877, Wenen, Carl-Theater                                                       | Carl Treumann naar Victor Wilder en Delacour |
| 1878                             | Blindekuh                                                                        | 3 bedrijven           | 18 december 1878, Wenen, Theater an der Wien                                              | naar het gelijknamige blijspel van Rudolf Kneisel                                                                                                 |
| 1880                             | Das Spitzentuch der Königin                                                      | 3 bedrijven           | 1 oktober 1880, Wenen, Theater an der Wien                                                | Heinrich Bohrmann, Julius Rosen, O.F. Berg, Richard Genée                                                                                         |
| 1881                             | Der lustige Krieg                                                                | 3 bedrijven           | 25 november 1881, Wenen, Theater an der Wien                                              | F. Zell, Richard Genée naar het libretto van Mélesville tot de opera comique Les Dames-capitaines van Henri Reber                                 |
| 1883                             | Eine Nacht in Venedig                                                            | 3 bedrijven           | 3 oktober 1883, Berlijn, Friedrich Wilhelmstädtisches Theater                             | F. Zell, Richard Genée naar het libretto van Eugène Cormon en Michel Carré tot de opera comique Le Château trompette van François-Auguste Gevaert |
| 1885                             | Der Zigeunerbaron                                                                |                       | 24 oktober 1885, Wenen, Theater an der Wien                                               | Ignaz Schnitzer, Mór Jókai naar de novelle Saffi van Mór Jókai                                                                                    |
| 1887                             | Simplicius                                                                       | voorspel, 2 bedrijven | 17 december 1887, Wenen, Theater an der Wien                                              | Victor Léon naar Der Abentheuerliche Simplicissimus Teutsch van Hans Jakob Christoffel von Grimmelshausen                                         |
| 1893                             | Fürstin Ninetta                                                                  | 3 bedrijven           | 10 januari 1893, Wenen, Theater an der Wien                                               | Hugo Wittmann, Julius Bauer |
| 1894                             | Jabuka oder Das Apfelfest                                                        | 3 bedrijven           | 12 oktober 1894, Wenen, Theater an der Wien                                               | Gustav Davis, Max Kalbeck |
| 1895                             | Waldmeister                                                                      | 3 bedrijven           | 4 december 1895, Wenen, Theater an der Wien                                               | Gustav Davis |
| 1897                             | Göttin der Vernunft                                                              | 3 bedrijven           | 13 maart 1897, Wenen, Theater an der Wien                                                 | Alfred Maria Willner, Bernhard Buchbinder |